# 요시타케촌
요시타케촌(吉武村)은 일본 후쿠오카현 무나카타군에 있던 촌이다. 현재의 무나카타시의 일부에 해당한다.